# Ползбо (Вашингтон)
Ползбо (англ. Poulsbo) — місто (англ. city) в США, в окрузі Кітсеп штату Вашингтон. Населення — 11 975 осіб (2020).

## Географія
Ползбо розташоване за координатами 47°44′28″ пн. ш. 122°38′32″ зх. д. / 47.74111° пн. ш. 122.64222° зх. д. (47.741083, -122.642153).  За даними Бюро перепису населення США в 2010 році місто мало площу 13,66 км², з яких 12,10 км² — суходіл та 1,56 км² — водойми.

### Клімат
| Клімат : Ползбо         | Клімат : Ползбо | Клімат : Ползбо | Клімат : Ползбо | Клімат : Ползбо | Клімат : Ползбо | Клімат : Ползбо | Клімат : Ползбо | Клімат : Ползбо | Клімат : Ползбо | Клімат : Ползбо | Клімат : Ползбо | Клімат : Ползбо | Клімат : Ползбо |
| Показник                | Січ.            | Лют.            | Бер.            | Квіт.           | Трав.           | Черв.           | Лип.            | Серп.           | Вер.            | Жовт.           | Лист.           | Груд.           | Рік             |
| Абсолютний максимум, °C | 16,7            | 21,7            | 26,7            | 28,3            | 33,3            | 36,1            | 37,2            | 38,3            | 36,1            | 30,0            | 21,1            | 20,0            | 38,3            |
| Середній максимум, °C   | 8,3             | 9,4             | 12,2            | 15,0            | 18,3            | 21,1            | 24,4            | 25,0            | 21,7            | 15,6            | 10,6            | 7,2             | 15,8            |
| Середній мінімум, °C    | 2,2             | 1,7             | 3,3             | 5,0             | 7,8             | 10,6            | 12,2            | 12,8            | 10,0            | 6,7             | 3,9             | 1,1             | 6,5             |
| Абсолютний мінімум, °C  | −11,1           | −11,1           | −7,2            | −2,2            | −2,8            | 3,3             | 5,0             | 3,9             | 0,6             | −2,8            | −12,2           | −13,9           | −13,9           |
| Норма опадів, мм        | 226             | 158             | 151             | 91              | 62              | 43              | 22              | 26              | 39              | 124             | 239             | 256             | 1437            |
| ----------------------- | --------------- | --------------- | --------------- | --------------- | --------------- | --------------- | --------------- | --------------- | --------------- | --------------- | --------------- | --------------- | --------------- |
| Джерело:                |                 |                 |                 |                 |                 |                 |                 |                 |                 |                 |                 |                 |                 |

## Демографія
Згідно з переписом 2010 року, у місті мешкало 9200 осіб у 3883 домогосподарствах у складі 2310 родин. Густота населення становила 674 особи/км².  Було 4115 помешкань (301/км²).
Расовий склад населення:
| - 82,9 % — білих - 5,7 % — азіатів - 1,1 % — чорних або афроамериканців - 0,9 % — корінних американців - 0,3 % — вихідців з тихоокеанських островів - 3,6 % — осіб інших рас |

До двох чи більше рас належало 5,4 %. Частка іспаномовних становила 9,2 % від усіх жителів.
За віковим діапазоном населення розподілялося таким чином: 23,8 % — особи молодші 18 років, 56,8 % — особи у віці 18—64 років, 19,4 % — особи у віці 65 років та старші. Медіана віку мешканця становила 40,2 року. На 100 осіб жіночої статі у місті припадало 82,7 чоловіків;  на 100 жінок у віці від 18 років та старших — 78,9 чоловіків також старших 18 років.
Середній дохід на одне домашнє господарство  становив 69 338 доларів США (медіана — 56 226), а середній дохід на одну сім'ю — 84 097 доларів (медіана — 74 309). Медіана доходів становила 61 454 долари для чоловіків та 46 604 долари для жінок. За межею бідності перебувало 8,9 % осіб, у тому числі 10,7 % дітей у віці до 18 років та 7,7 % осіб у віці 65 років та старших.
Цивільне працевлаштоване населення становило 3785 осіб. Основні галузі зайнятості: освіта, охорона здоров'я та соціальна допомога — 22,2 %, науковці, спеціалісти, менеджери — 15,9 %, роздрібна торгівля — 12,5 %, мистецтво, розваги та відпочинок — 10,4 %.